# Monophyllaea eymae
Monophyllaea eymae är en tvåhjärtbladig växtart som beskrevs av Brian Laurence Burtt. Monophyllaea eymae ingår i släktet Monophyllaea och familjen Gesneriaceae. Inga underarter finns listade i Catalogue of Life.